# Campylocentrum organense
Campylocentrum organense  é uma espécie de orquídea, família Orchidaceae, que existe no Brasil. Trata-se de planta epífita, monopodial, com caule alongado, bastante ramificado, cujas inflorescências brotam do nódulo do caule oposto à base da folha. As flores são minúsculas, brancas, de sépalas e pétalas livres, e nectário na parte de trás do labelo. Pertence à secção de espécies de Campylocentrum com folhas planas e ovário liso com nectário curto, de ápice arredondado.

## Publicação e sinônimos
- Campylocentrum organense (Rchb.f.) Rolfe, Orchid Rev. 11: 245 (1903).

Sinônimos homotípicos:
- Aeranthes organensis Rchb.f. in W.G.Walpers, Ann. Bot. Syst. 6: 901 (1864).
- Angraecum organense (Rchb.f.) Rchb.f. in W.G.Walpers, Ann. Bot. Syst. 6: 901 (1864).

## Histórico
Reichenbach publicou esta espécie em 1864 com base em um espécime coletado por Miers na Serra dos Órgãos, no Rio de Janeiro. Pabst situa esta espécie em um pequeno grupo junto com outras três, Campylocentrum brachycarpum, Campylocentrum densiflorum e Campylocentrum intermedium, que apresentam ovário glabro e nectário curto em relação à espessura, Cogniaux afirma que deles diferencia-se por ser a única espécie com brácteas florais coriáceas. Compara esta espécie com o Campylocentrum acutilobum, do Paraguai, que apresenta folhas bilobuladas de ápices agudos, e labelo agudo, enquanto o C. organense tem labelo arredondado com folhas de ápices também arredondados. Existe apenas no Rio de Janeiro.